# Micrapion punctulatum
Micrapion punctulatum är en stekelart som beskrevs av Boucek 1974. Micrapion punctulatum ingår i släktet Micrapion och familjen Leucospidae.
Artens utbredningsområde är Nigeria. Inga underarter finns listade i Catalogue of Life.